# Xyloschizon weirianum
Xyloschizon weirianum är en svampart som beskrevs av Syd. 1922. Xyloschizon weirianum ingår i släktet Xyloschizon och familjen Rhytismataceae.   Inga underarter finns listade i Catalogue of Life.